# 斯卡馬雲族
斯卡馬雲族（泰雅語：Skhmayun）亦翻作史卡瑪溫族、司卡馬允族，是台灣泰雅族賽考列克亞族（Seqoleq）傳說中，卡奧灣地區（大漢溪中游三光溪流域，北起新北市烏來區、經過桃園市復興區、南達新竹縣竹東鎮、東抵宜蘭縣三星鄉邊境的山區）的先住民，他們跟跟泰雅族的祖先武塔卡拉霍（Buta' Krahu'）率領的泰雅族人交戰後落敗，消失無蹤，原先住的卡奧灣地區被泰雅族人佔領。

## 住處與習俗
斯卡馬雲族住在大霸尖山的北部、塔克金溪和薩克亞金溪的流域地區。他們的頭髮留很長，睡覺時都用有孔的枕頭，把頭髮垂到地面，並且在下方放一個水盆。他們名字的意思是「很多的人」。

## 傳說
傳說中泰雅族人因為在原本的部落：賓斯布甘（Pinsbkan）繁衍太多人口，一部分的人開始遷往他處，其中武塔卡拉霍率領族人翻越大霸尖山，抵達斯卡馬雲族居住的地區，因為武塔的其中一個兒子跟斯卡馬雲族的女子相愛並且被殺，武塔率領族人跟斯卡馬雲族在被稱作「可新岡」的地方交戰，後來因為互有傷亡而和談，並以角板山為界，上游地區歸泰雅族，為嵙崁群。
後來為了慶祝勝利，族人回到賓斯布甘慶祝，並留下一名傷者養傷，但那名傷者卻又被斯卡馬雲族所殺，得知的族人決定趁斯卡馬雲族慶祝殺死傷者而全喝醉時發動夜襲，殺死許多斯卡馬雲族人，並把他們驅趕到今尖石鄉的前山地區，而那裡還有很多斯卡馬雲族部落，嵙崁群的族人為了徹底消滅他們，找來馬力觀、卡納奇兩群協力作戰，並約好誰殺的人最多就來分配土地，後來嵙崁群的殺的最多，得到了最深山的地區，斯卡馬雲族則不是被殺就是逃亡。泰雅族人佔據大霸尖山以北的廣大地區。

## 真身
關於斯卡馬雲族的真正身分，有說法認為是賽夏族，除了鄰近且相對位置接近外，賽夏族也有長期受泰雅族獵首威脅、甚至為了自保而開始紋面的習俗，但也有泰雅族的耆老認為他們是早一步離開賓斯布甘並遷往平地的泰雅族人。